# 碧血黃花
〈碧血黃花〉，是為紀念1911年在辛亥廣州起義黃花崗起義中林覺民等七十二位烈士同時犧牲而製作的一部1954年的電影，「碧血黃花」的主題曲，姚敏作曲、沈倫作詞。

TVB也有拍此同名劇集，其中包括主題曲《未了情》插曲《寰宇心聲》兩首歌曲，兩首同樣均由羅文主唱，顧嘉輝作曲，黃霑作詞

## 歌詞
我們來看、神聖的黃花崗，我們來看、不朽的黃花崗，
碧血化為怒潮湧向珠江，黃花滿地萬世流芳。
為自由戰、要舉起刀和槍，為自由死、要昂首上戰場，
燃起革命火花燦爛輝煌，照耀神州日月同光。
拯救民族、要認清方向，爭取民權、要團結力量，
安定民生、要奮發圖強，萬眾一心莫徬徨。
我們來看、神聖的黃花崗，我們來看、不朽的黃花崗，
歌頌碧血精神黃花馨香，振臂高唱國土重光。

## 外部連結
- YouTube上的